# 埔心溪
埔心溪，是中華民國桃園市的河川，主幹源於桃園大圳內壢桃圳橋，主流長約22.85公里，流域面積約52.1平方公里，流經桃園空軍基地及桃園機場等地區，於大園區後厝港注入臺灣海峽，目前隸屬於桃園市區域排水系統。
桃園台地乃古石門合成沖積扇之一部份，而該沖積扇被南崁溪、埔心溪等扇面上放射性河系所切割。
桃園市境內灌溉引用水源之一，惟流域內主要是農田、工業區及零星工廠，支流黃墘溪流經中壢工業區，並承接中壢工業區污水處理廠及未接管工廠排放水至中福後匯流納入主幹，流域上游流經工業區的黃墘溪水質惡化，不論是渠道溪水或底泥常有重金屬濃度含量超標，整個流域污染程度嚴重。